# Kritika praktičkog uma
Kritika praktičkog uma je najvažnija od tri Kritike Immanuela Kanta, koja je, zapravo, nastavak prve Kritike. Sam pojam kritika za Kanta znači – granica, mogućnost. Dakle, on ovdje ne kritizira praktički um u pravom smislu te riječi, nego nam iznosi svoju teoriju o tome gdje su njegove granice, što on je i što može. Za razliku od prve knjige koja govori što možemo znati, ovaj nastavak odgovara na pitanje što trebamo činiti.  Radi se o tome da su ljudi djelatna bića.

### Prvo poglavlje:O načelima čistog praktičkog uma
Praktička načela:
1. maksime/subjektivna – važeća nam je samo naša vlastita volja
2. imperativi/objektivna – važeći za volju svakog umnog bića (zakoni)

primjedba - imperativi sami po sebi moraju imati dovoljan razlog da bi važili za opću skupinu, inače bi bili samo maksime (osobna načela) - no, isti taj imperativ može dati proturječje nečijoj maksimi (npr. mi kao maksimu sami sebi zadamo da nikakvu uvredu nećemo pretrpjeti neosvećenom, no zakon i dalje ne tolerira osvetu kao dovoljan razlog za nekome učiniti nažao) - dakle, nekima je to pravilo maksima, a nekima imperativ (prisilje na djelovanje).
Imperativi: 
1. hipotetički – odrede volju s obzirom na učinak (propisi)
2. kategorički – odrede volju kao takvu još prije nego odrede što je sve potrebno za učinak (zakoni)

Pokušajmo sada shvatiti kako uopće dolazimo do te volje.
- Zadatak 1: Recimo da je volja odrediva samo ako je razlog neke maksime dovoljan da bi postao opći. Um predočuje zakon -> tada zakon nije predmet osjetila, nego glave -> znači da zakon nije pojava, nego misao -> tada ni razlog za zakon nije pojava -> onda je, na koncu, dovoljan razlog za činiti nešto zakonom samo slobodna volja. Kant, dakle, kritizira empirizam.
- Zadatak 2: Pronađimo sada što je to jedino sposobno da odredi tu slobodnu volju. To ne može biti neka materija/objekt zakona jer objekt pripada osjetilnom svijetu, empirijski je uvjetovan. Tada to može biti samo zakonodavna forma. Želi reći da ne nastaje od osjetila, nego od nečega što nam je svima zajedničko, a to je um.

Primjedba: Sada se Kant počinje pitati od kud počinje naša spoznaja – je li od slobode ili od zakona? Kant tvrdi kako na osnovi iskustva ne možemo ništa zaključiti o slobodi, jer putem iskustva spoznajemo zakone prirode i pojave, a već smo rekli kako sloboda nema veze s osjetilima, dakle ni s prirodom, dakle, ni s iskustvom. Što bi reklo da do spoznaje možemo doći jedino preko moralnog zakona. Jer on nema veze s osjetilima, odmah ga postajemo svjesni i on nas vodi do pojma slobode. (npr. netko vama superioran prijeti da će vas ubiti ako ne svjedočite lažno o nevinom čovjeku. Iako znate da vas čeka smrt, možda ćete razmisliti o tome da ipak to ne učinite. Taj moralni zakon vam je omogućio spoznaju slobode u sebi, što god odlučili. U suprotnom bi vam ona ostala nepoznata.)
A doći do tog moralnog zakona je vrlo jednostavno – pazimo na nužnosti koje nam um pripisuje i osjećamo sve empirijske uvjete.

### Drugo poglavlje:Osnovni zakon čistog praktičkog uma
Djeluj tako da tvoja maksima volje u svako doba može ujedno važiti i za opće zakone.
Primjedba - ovo pravilo traži da se postupa na izvjestan način - traži a priori razmišljanje – da odredimo svoju volju prije svega drugog – traži da činimo isto što i kategorički imperativ - što znači da nam ovo pravilo upravo daje moć da naš um bude zakonodavan (zbog ovog a priori) – čista volja je onda forma zakona, ali već znamo da je ona ujedno i najveća maksima - došlo je do toga da nam se naša misao ovdje pruža na dlan kao zakonodavna –spojili smo maksimu i imperativ - no, ionako je objektivan zakon tu u svrhu subjektivnog, pa je dovoljno da imamo svijest o tom osnovnom zakonu jer nam se on nameće a priori; nazovimo tu našu svijest faktom uma.
Zaključak je da čisti um daje čovjeku opći zakon koji nazivamo ćudoređem.
primjedba - čovjek sudi sam o svome djelovanju - čak i onda kada mu se umiješaju jaki nagoni, on će opet uspoređivati svoju maksimu s čistom voljom - tada je taj princip ćudorednosti proglašen najvišim odredbenim zakonom (bez obzira na sve subjektivne različitosti) i važi za sva umna bića ako uopće imaju neku svoju volju - dakle, potreba i motiv svakog umnog bića je da stvara maksime koje neće proturiječiti moralnome zakonu - stvorena je unutrašnja sila koja se naziva dužnost, u svrhu primoravanja uma da radi u skladu s objektivnim zakonom i čini nas uzornima - cilj praktičkog uma je težiti nepromijenjivosti tih maksima, težiti kreposti.
Poučak: Autonomija/sloboda volje je jedini princip svih moralnih zakona (ali ujedno i dužnosti koje idu uz njega) 
Sloboda 
1. u negativnome smislu – nezavisni smo od materije/objekta zakona
2. u pozitivnome smislu – naš vlastiti um sačinjava zakonodavstvo

I samo to je uvjet – da se nikakva materija neke žudnje ne uplete kao uvjet zakona. Jer bi time odmah došlo do heteronimije, čiste suprotnosti slobodi.

### Treće poglavlje:O pokretalima čistog praktičkog uma
Uzmimo da je subjektivan razlog nekog umnog bića pokretalo koje uvijek može biti samo moralni zakon i time mora ujedno biti i sam po sebi subjektivno – dovoljan odredbeni razlog radnje. Pojam dužnosti kod radnje zahtjeva suglasnost sa zakonom. Premda se razlikuje djelovanje prema dužnosti – legalitet i djelovanje iz dužnosti – moralitet, za volju zakona.

## Paradoks metode
Uz sve navedeno, Kant ipak postavlja jedan paradoks: kada se radi o dobru i zlu, njih ipak ne smijemo odrediti prije moralnog zakona, nego upravo poslije i pomoću njega. Kada bismo uzeli na razmatranje pojam dobra prije moralnog zakona, onda bismo ga morali odrediti pomoću našeg osjećaja za ugodu jer ne bi imao nikakav drugi praktički zakon kao smjernicu. No, ugodu mi možemo saznati samo iz našeg iskustva (osjetila), a ono je uvjet za praktički zakon, tada zakon ne bi morao nikako biti a priori i time bi čovjek sam sebi oduzeo mogućnost uopće pomišljanja a priori o dobru. Kant smatra da su i svi filozofi do tada griješili uzimajući predmete kao osnovu koju su htjeli dovesti do savršenstva, blaženstva, umjesto da počnu a priori od onoga što je najviše - moralni zakon, a onda svode njega na volju. Sav obrnuti postupak bi se zasnivao na osjećaju, a on je empirijski i to je nedopustivo.